# 歩兵第62連隊
歩兵第62連隊（ほへいだい62れんたい、歩兵第六十二聯隊）は、大日本帝国陸軍の連隊のひとつ。

## 沿革
- 1905年（明治38年）

8月8日 - 軍旗拝受、第16師団隷下となる
- 1907年（明治40年）3月26日 - 大阪府東成郡天王寺村字天下茶屋に移転。同27日より事務を開始[1]。
- 1908年（明治41年）

3月18日 - 兵卒13人が集団脱営。
11月20日 - 徳島県名東郡加茂名村に移転し翌日から事務を開始。
- 1909年（明治42年）

9月25日 - 留守隊を名東郡加茂名村に設置。
9月29日 - 清国盛京省旅順口に移転。
- 1911年（明治44年）4月20日 - 名東郡加茂名村大字蔵本に移転[6]。
- 1925年（大正14年）5月1日 - 宇垣軍縮により廃止される
- 1938年（昭和13年）

7月14日 - 軍旗拝受、松山にて再編成され第21師団隷下となる
9月 - 塘沽に上陸、安徽省宿県の警備に就く。その後華北に転進し治安戦に従事
- 1939年（昭和14年） - 蘇北作戦や于学忠討伐戦などに参加
- 1942年（昭和17年） - フィリピンの戦い (1941-1942年)に参加

2月26日 - リンガエン湾に上陸
4月 - バターン半島の戦いが終わりルソン島中部の警備に就く。その後ビサヤ諸島平定作戦に参加
12月5日 - 仏印に転進
- 1945年（昭和20年）

3月 - 明号作戦に参加
8月 - 終戦

## 歴代連隊長
| 第一次 |            |                         |  |
| 1      | 児島八二郎 | 1905.7.17 -             |  |
| 2      | 橋口勇馬   | 1907.11.13 - 1912.11.30 |  |
| 3      | 奥村信猛   | 1912.11.30 - 1913.8.22  |  |
| 4      | 島田由五郎 | 1913.8.22 - 1915.4.12   |  |
| 5      | 井戸川辰三 | 1915.4.12 - 1916.4.1    |  |
| 6      | 牛円重二郎 | 1916.4.1 - 1916.8.18    |  |
| 7      | 吉村健蔵   | 1916.8.18 - 1917.8.6    |  |
| 8      | 上原平太郎 | 1917.8.6 - 1918.7.24    |  |
| 9      | 渡部勇     | 1918.7.24 -             |  |
| 10     | 隈岡邦彦   | 1922.8.15 -             |  |
| 11     | 植田照猪   | 1924.2.9 -              |  |
| 12     | 鈴木美通   | 1924.3.31 - 1925.5.1    |  |
| 第二次 |            |                         |  |
| 1      | 沢田保富   | 1938.7.13 -             |  |
| 2      | 大田熊太郎 | 1940.8.1 -              |  |
| 末     | 田副正信   | 1943.8.2 -              |  |